# Felsritzungen von Järrestad

Felsbilder in Schweden

Die Felsritzungen von Järrestad bei Simrishamn in Schonen gehören zu den am besten erhaltenen Petroglyphen Schwedens. Sie liegen auf einem Quarzitrücken etwa einen Kilometer nördlich von Järrestad an der Straße nach Gladsax. Die über 1200 Bilder auf einer 500 m² großen Platte gelten als eine der größten Ritzungen in Skandinaviens.
Die Felsritzungen (schwedisch Hällbilder oder Hällristningar) bedecken einen Bereich von 22 bis 23 Metern und bestehen aus über 700 Schälchen, 25 Schiffen, sechs Reitern zu Pferd, vier Spiralen, vier Tierfiguren einschließlich Schlangen, drei Radkreuzen und einigen Waffenbildern, darunter der Abbildung einer Dolchaxt. Am bekanntesten ist eine große menschliche Figur, die „Tänzer“ genannt wird. Sie hat in der letzten Zeit möglicherweise Schäden erlitten.
Darüber hinaus sind etwa 210 Fußsohlen abgebildet, davon 130 mit vollständig geritzten Zehen. Sie sind so positioniert, dass die Spuren der „unsichtbaren Gottheit“ (wie sie interpretiert werden) den Hügel nach Süden hinuntergehen. Aber die Interpretationen sind vielfältig.
In der Nähe befinden sich drei niedrige Grabhügel aus der jüngeren Bronzezeit. Der größte misst zwölf Meter im Durchmesser und ist knapp einen Meter hoch. Etwa 1,5 km südlich liegt der Dolmen Jarlsdösen.

Ritzungen von Järrestad
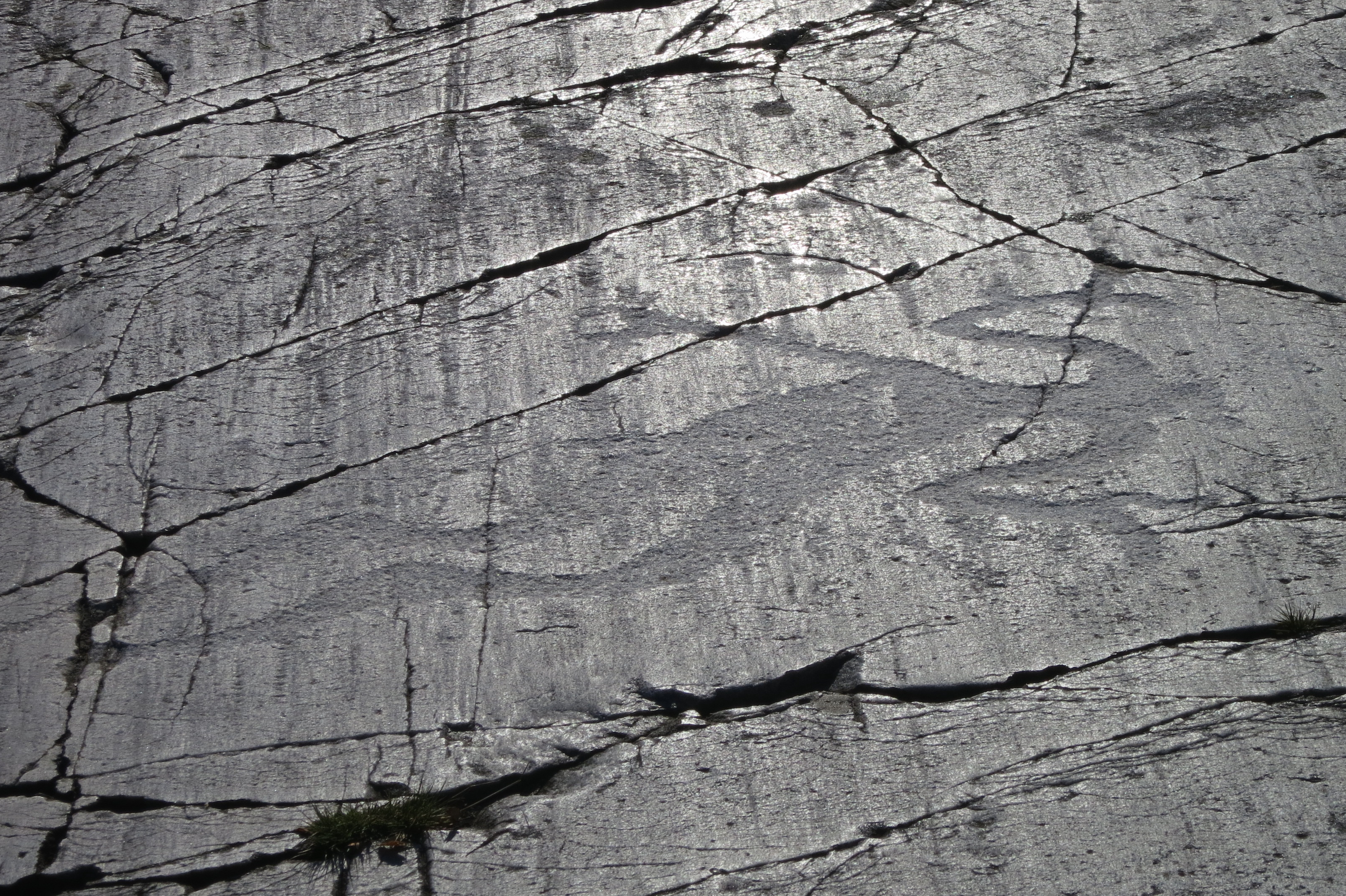
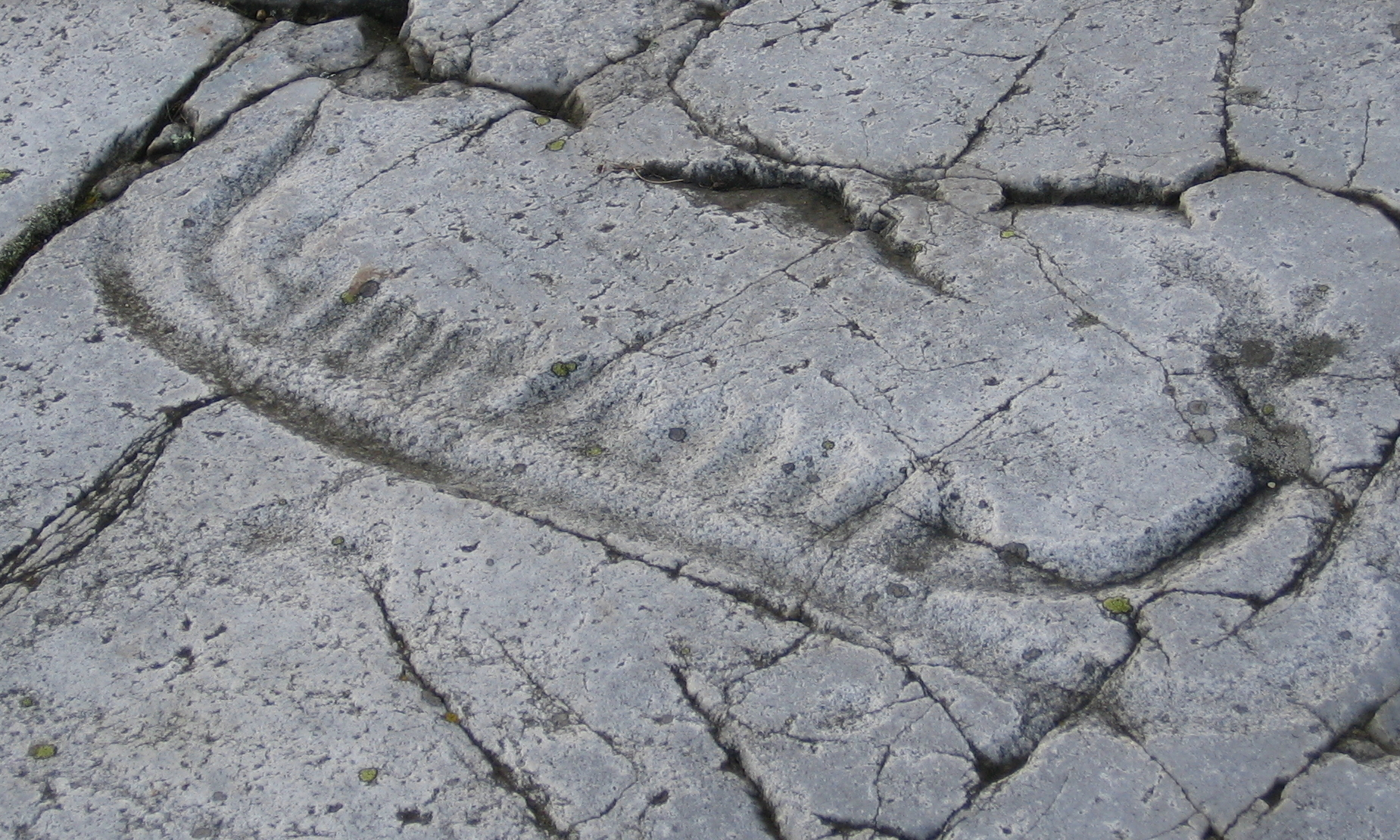
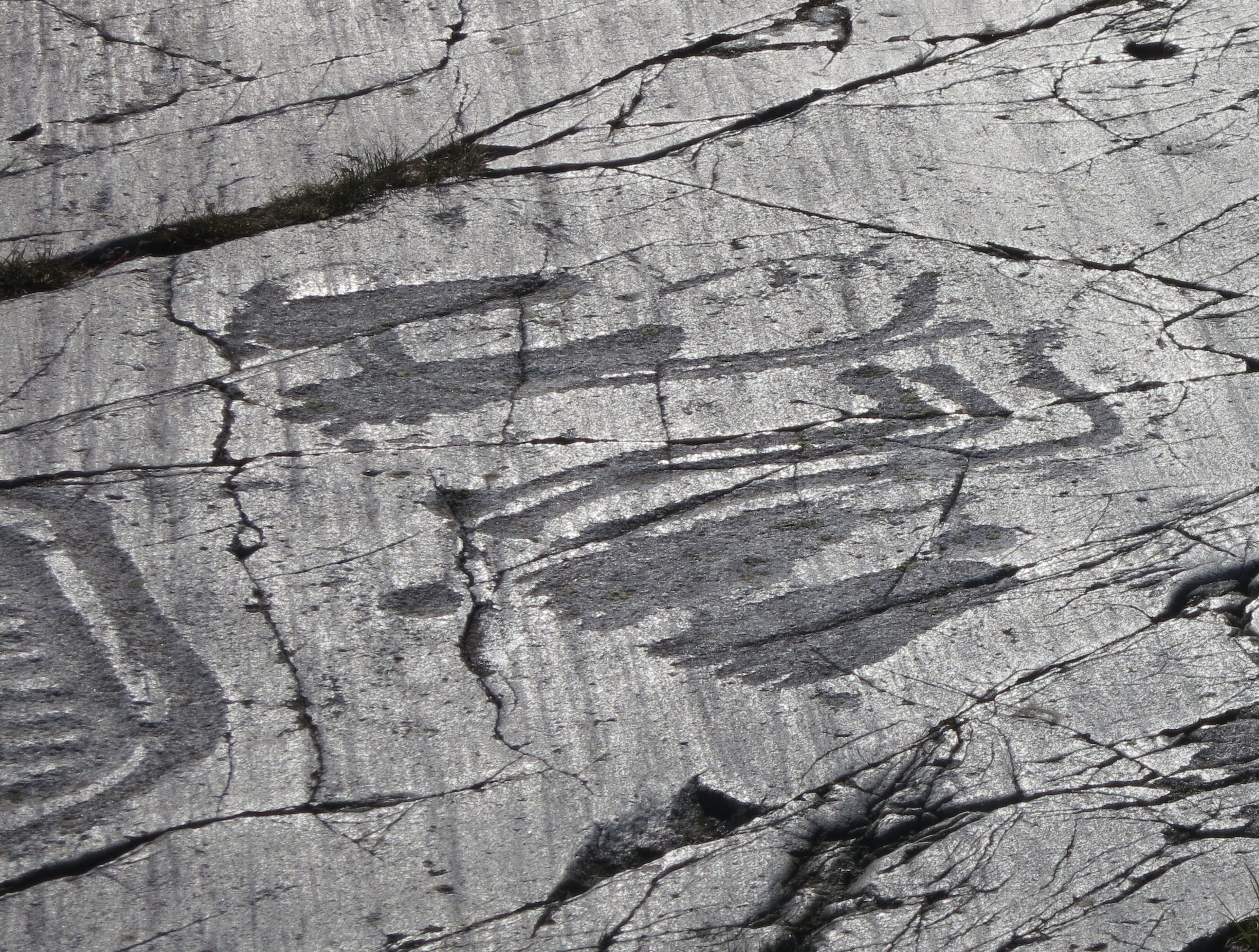
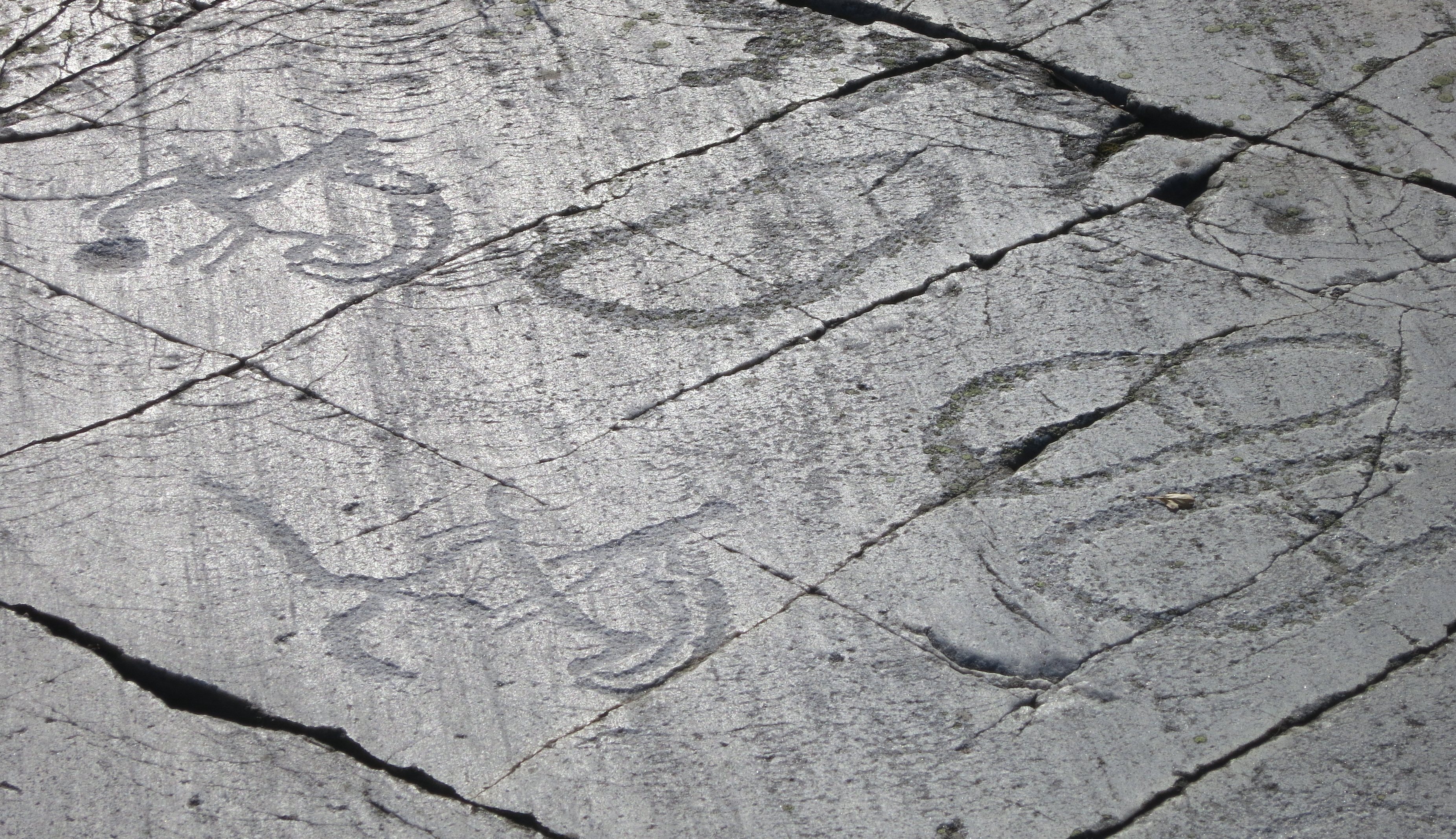